# Teispes
Teispes (staropers. 𐎨𐎡𐏁𐎱𐎡𐏁 Cišpiš, gr. Τεΐσπης) – król Persów, panujący od ok. 675 p.n.e. do ok. 640 p.n.e.
Po upadku państwa nowoelamickiego w wyniku jego podboju przez Aszurbanipala lokalny władca plemion perskich Teispes przyjął tytuł króla Anszanu, uznając się jednocześnie wasalem Asyrii. Przed śmiercią dokonał podziału kraju pomiędzy swoich synów; starszy Cyrus I otrzymał władzę nad Anszanem, zaś młodszy Ariaramnes nad Persydą.
Według inskrypcji Dariusza I z Behistun Teispes był synem Achemenesa. Obecnie coraz częściej pogląd ten jest kwestionowany, a potomkowie Teispesa są uznawani za osobną dynastię, nie związaną po mieczu z Achemenidami.